# Saison 3 de Danny Fantôme
 (mai 2021).
Chronologie
Saison 2
Cet article présente les résumés des treize épisodes de la troisième saison de la série d'animation américaine Danny Fantôme (Danny Phantom). Cette saison se détache des deux premières saisons, car elle est vraiment plus sérieuse. La dernière saison a été diffusée du 9 octobre 2006 au 24 août 2007.

## Épisode 7:Les Fenton s'enrichissent
- Cet épisode représente la dernière apparition des Hommes en Blanc pour qu'après, on ne les voit plus pour le reste de la série.
- Cet épisode représente la première apparition caméo de Vlad quand il croise Jack Fenton.

## Épisode 13:La Planète fantôme -2epartie
- Cet épisode a représenté le plus grand défi de tous les plus grands défis de Danny Fantôme : sauver le monde d'un astéroïde impossible à détruire.
- Cet épisode marque la fin des aventures de Danny Fenton et sa toute dernière apparition et de Vlad malgré Skulker qui disait à Danny « Je ne cesserai jamais de te pourchasser ».